# João Mendes Ribeiro
João Mendes Ribeiro ComIH (n. Coimbra, 1960) é um arquitecto português.

## Biografia
Arquitecto pela Faculdade de Arquitectura da Universidade do Porto (1986), onde lecionou entre 1989 e 1991. Doutorado em Arquitectura, especialidade Teoria e História, pela Universidade de Coimbra, 2009. Docente no Departamento de Arquitectura da Faculdade de Ciências e Tecnologia da Universidade de Coimbra desde 1991, onde foi assistente do Professor Arquitecto Fernando Távora entre 1991 e 1998.
O seu trabalho foi objecto de várias publicações nacionais e internacionais, em países como a Alemanha, Argentina, Áustria, Bélgica, Brasil, Bulgária, Chile, China, Coreia do Sul, Dinamarca, Eslováquia, Espanha, Estados Unidos da América, França, Grécia, Holanda, Hong Kong, Hungria, Itália, Japão, Lituânia, México, Peru, República Checa, Reino Unido, Rússia, Suíça e Tailândia. Destaca-se ainda a publicação de 8 monografias sobre o seu trabalho: “João Mendes Ribeiro, Obras e Projectos 1996/03” (ASA, 2003), “Stop and Start Again” (XM, 2003), “JMR 92/02, Arquitectura e Cenografia” (XM, 2004), “Arquitecturas em Palco” (Instituto das Artes/Almedina, 2007), “João Mendes Ribeiro”, colecção “Arquitectos Portugueses” (Quidnovi, 2011), “João Mendes Ribeiro, Projectos”, Archinews 34 (Archi&Book´s, 2016), “João Mendes Ribeiro/2003-2016” (Uzina Books, 2016) e “Uma Casa Feita de Pequenos Nadas”, colecção “A Casa de Quem Faz as Casas” (Cardume Editores, 2017).
Participou em inúmeras exposições, de entre as quais se destacam a Representação Portuguesa na Mostra Internacional da 9.ª e 10.ª edição da Bienal de Veneza de Arquitectura, em 2004 e 2006, a 11.ª Quadrienal de Cenografia e Arquitectura de Praga em 2007 e a 7.ª Bienal de Arquitectura de São Paulo em 2007.
Reconhecido com diversos prémios e distinções, a nível nacional e internacional, entre os quais se destacam: Prémio Architécti, 1997 e 2000 (Lisboa); Highly Commended, AR awards for emerging architecture, 2000 (Londres); Prémio Diogo de Castilho 2003, 2007, 2011 e 2017 (Coimbra); Prémio FAD 2004 na categoria Interiorismo e Prémio FAD 2016 na categoria Arquitectura (Barcelona); Gold Medal for Best Stage Design, 11th International Exhibition of Scenography and Theatre Architecture – Prague Quadrennial 2007 (Praga); IV Prémio Enor, na categoria Portugal, 2009 (Vigo); Prémio BIAU, Bienal Ibero-Americana de Arquitectura e Urbanismo, 2012 (Cádiz) e 2016 (São Paulo); RIBA Award for International Excellence 2016 (Londres); Prémio Nacional de Reabilitação Urbana 2017 (Lisboa).
Menção honrosa no Prémio Nacional de Arquitetura em Madeira - PNAM 2013, Lisboa e Menção Honrosa no Prémio IHRU 2015. Nomeado para o European Union Prize for Contemporary Architecture – Mies Van Der Rohe Award 2001, 2005, 2011, 2013 e 2015 (Barcelona); seleccionado no European Union Prize for Contemporary Architecture – Mies Van Der Rohe Award 2001 e 2015 (Barcelona); finalista da II e IV Bienal Iberoamericana de Arquitectura e Engenharia Civil, 2000 e 2004 (Cidade do México e Lima); finalista dos Premis FAD d’Arquitectura i Interiorisme, 1999, 2001, 2002, 2004, 2006, 2012, 2016 e 2017 (Barcelona); finalista do Prémio Enor, 2009 , 2011, 2014 e 2017 (Vigo); finalista do Prémio BigMat International Architecture Award 2017, do 2017 AZ Awards for Design Excellence e do RIBA International Prize 2016 (Londres). 
Recebeu, em 2007, o prémio AICA da Associação Internacional de Críticos de Arte/Ministério da Cultura, atribuído pelo conjunto da sua obra. Em 2006 foi distinguido pela Presidência da Republica com a Comenda da Ordem do Infante D. Henrique.[carece de fontes?].